# NGC 656
NGC 656 ist eine linsenförmige Galaxie vom Hubble-Typ SB0 im Sternbild Fische auf der Ekliptik. Sie ist schätzungsweise 177 Millionen Lichtjahre von der Milchstraße entfernt und hat einen Durchmesser von etwa 75.000 Lj.
Das Objekt wurde am 20. September 1865 von dem deutsch-dänischen Astronomen Heinrich Louis d’Arrest entdeckt.